# Morpheus Tripel

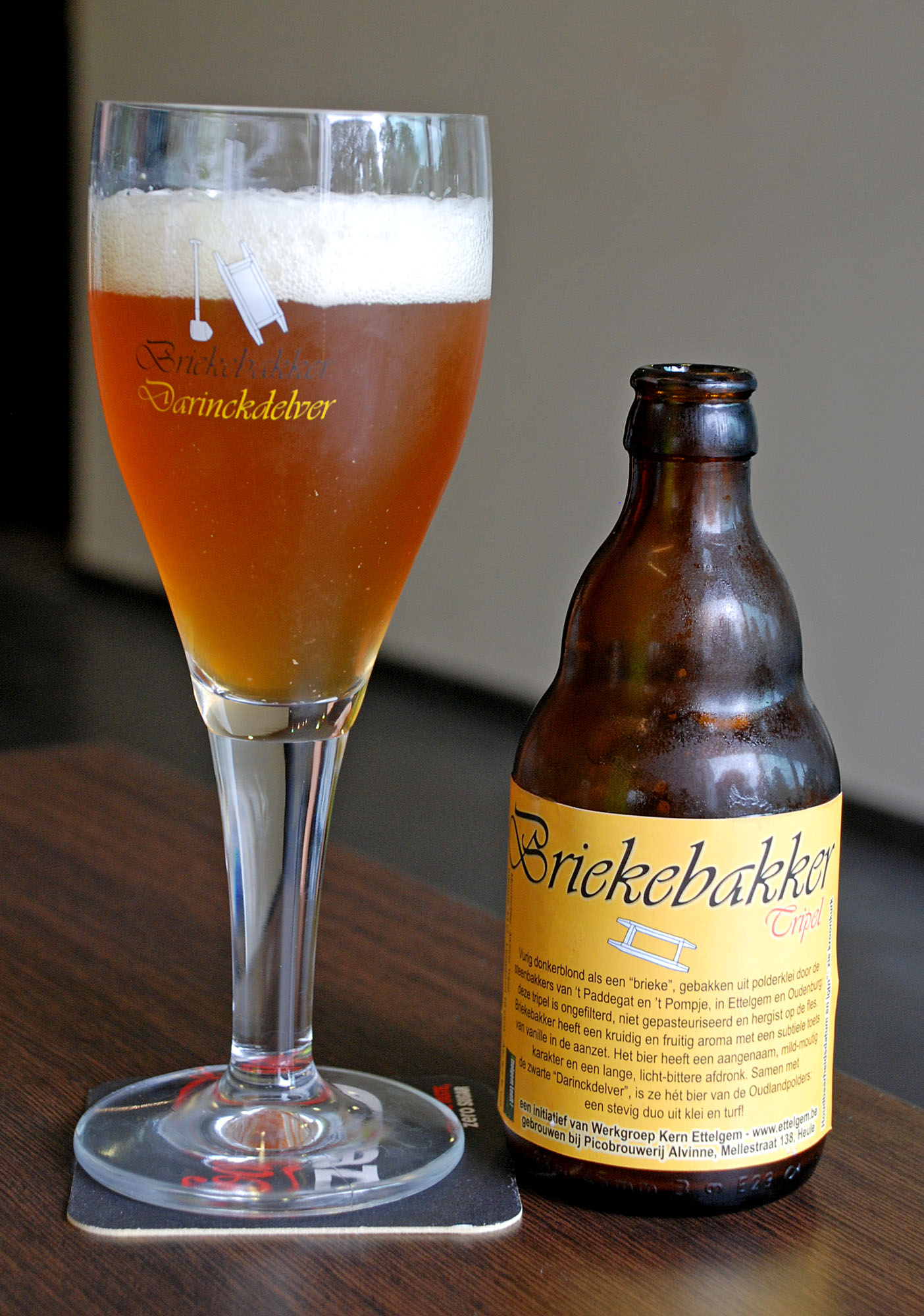
Briekebakker

Morpheus Tripel is een Belgisch bier van hoge gisting.
Het bier wordt gebrouwen in Brouwerij Alvinne te Moen.
Het is een blond bier met een alcoholpercentage van 8,7%. Dit is een van de eerste bieren van de brouwerij in 2004, oorspronkelijk onder de naam Alvinne Tripel, en sinds 2010 onder de huidige naam uitgebracht.

## Briekebakker
Briekebakker is een etiketbier van Alvinne Tripel, sinds 2009 verkrijgbaar op initiatief van Werkgroep Kern Ettelgem. De naam betekent steenbakker, verwijzend naar de steenbakkers vroeger in de omgeving van Oudenburg-Ettelgem.